# بريغيه للطيران
بريغيه للطيران (بالإنجليزية: Breguet Aviation)‏ كانت شركة صناعة طائرات فرنسية، تأسست عام 1911 عن طريق رائد الطيران لوي شارل بريغيه. في عام 1971 اندمجت مع شركة داسو للطيران.

## وصلات خارجية
- Dassault Aviation
- Association of the Friends of Breguet Aviation